# Pararetifusus tenuis
Pararetifusus tenuis is een slakkensoort uit de familie van de Buccinidae. De wetenschappelijke naam van de soort is voor het eerst geldig gepubliceerd in 1966 door Okutani.